# الدخان (رواية)
الدخان (بالروسية: Дым) هي رواية بقلم الكاتب الروسي أيفان تورغينيف نشرت عام 1867. وهي تروي قصة حب بين شاب روسي وشابة روسية متزوجة، ويقوم تورغينيف بتوجيه النقد في الرواية إلى روسيا والروس في ذاك الوقت. وتقع الرواية في أغلب أحداثها في مدينة بادن بادن الألمانية.